# Žarko Kaić
Žarko Kaić (Livno, 7. ožujka 1949. – Osijek, 28. kolovoza 1991.) je bio HTV-ov snimatelj kojega je ubila JNA. 

## Životopis
Žarko Kaić rodio se je u Livnu. Studirao je dvije godine Filmsko snimanje na Akademiji počevši od 1970. godine. Usporedno je radio kao asistent snimatelja na Televiziji Zagreb. Poslije je prešao na snimateljski posao. Brojni dokumentarni filmovi Branka Lentića snimljeni su rukom Žarka Kaića.
Za HTV radio je punih 20 godina te napravio niz sjajnih emisija.
Kao snimatelj sudjelovao je u izradi brojnih dokumentarnih snimaka, poput snimaka hrvatskih izbjeglica iz Aljmaša i Dalja. 
Kaić je dragovoljno pošao u Domovinski rat da bi snimanjem mogao Hrvatskoj i svijetu posvjedočiti istinu o obrambenoj naravi Hrvatske i agresorskoj osvajačkoj naravi velikosrpske JNA koja je beskrupulozno i osorno kršila sva humanitarna prava i ratne zakone, sprovodila etničko čišćenje a radi ostvarenja svojih osvajačkih ciljeva. Pucanj iz tenka JNA, bio je pucanj u istinu o Domovinskom ratu, jer su ga naredbodavac i izvršitelj paljbe nastojali spriječiti u svjedočenju istine, a Kaićeve su snimke to dokazale.
Njegova zadnja radna zadaća bila je početkom velikosrpske agresije na Hrvatsku, 28. kolovoza 1991. godine. Bilo je to snimanje prolaska tenkova kroz osječko naselje Brijest kod vojnog poligona C u kojem je bila JNA. Vojnik JNA ga je usmrtio rafalnom paljbom iz transportera. Tad je teško ranio HTV-ovog tonskog snimatelja Dragana Kričku, koji je ranjen u trbuh. Treći HTV-ov novinar koji se našao pod paljbom bio je Saša Kopljar.
Istog dana na tiskovnoj konferenciji general JNA Milan Aksentijević pravdao je taj čin riječima "da je Žarko Kaić ubijen zato što je vojnik na tenku mislio da on drži zolju". Izjava je neutemeljena, jer predsjednik Zbora ratnih izvjestitelja HRT-a Darko Dovranić posvjedočio je  "što je cijeli taj događaj trajao oko tri sata i svi su znali o čemu se radi."
Nakon što je u kratkom vremenu prije agresorska JNA ubila hrvatskog televizijskog snimatelja Gordana Lederera, ubojstvo Žarka Kaića cijelom je svijetu razotkrilo mržnju prema istini sadržana u velikosrpskoj agresiji na Hrvatsku.

## Istaknute snimke
- Mediteranske igre - Split 1979. (B. Lentić, 1981.), dokumentarni film
- Kada je bilo najteže biti čovjek (M. Vogrić, 1986.), kratkometražni dokumentarni film
- Ratna bolnica Šiška (P. L. Lozo, 1992.), kratkometražni dokumentarni film

## Nagrade i priznanja
- 1993.: Posebno priznanje Ministarstva kulture Republike Hrvatske (postumno)

## Spomen
- Po njegovom se imenu zove nagrada HND-a za snimateljski rad, nagrada Žarko Kaić.[2]
- Raskrižje u naselju Brijest nazvano je njegovim imenom
- Sjećanje na Žarka Kaića: Pucanj u istinu (2015.), dokumentarni film o Žarku Kaiću
- Spomen ploča s imenima hrvatskih novinara, snimatelja i tehničara ubijenim u Domovinskome ratu na kojoj je i ime Žarka Kaića postavljena je na zgradi Hrvatskog novinarskog doma u Zagrebu.[3]
- Posljednji kadar, spomenik otkriven godine 2019. na mjestu pogibije, u Osječkom naselju Brijest[4] (fotografija spomenika)

## Vanjske poveznice
Mrežna mjesta
- Kaić, Žarko[neaktivna poveznica], Leksikon radija i televizije